# Dichoniopsis leucosticta
Dichoniopsis leucosticta là một loài bướm đêm trong họ Noctuidae.